# Raffinerie de Bordeaux
La raffinerie de Bordeaux est située sur la commune d'Ambès dans le département de la Gironde sur la rive droite de la Garonne, à 6 km du Bec d'Ambès, en amont du confluent avec la Dordogne. Le conseil d'administration d'Esso Standard Société anonyme française, décide de sa construction au printemps 1955. Elle entre en service en mars 1959.

## Caractéristiques à la mise en service
La raffinerie est édifiée sur un terrain de 70 ha, étendu en longueur sur la rive droite de la Garonne, assez marécageux, qu'il a fallu surélever et étayer. Au plus fort des travaux le chantier compte jusqu'à 2 000 personnes. Elle dispose d'un appontement privé et d'une rampe de chargement ferroviaire. 
Elle est alimentée à 90% en pétrole brut, à faible teneur en soufre, provenant des puits découverts et exploités par Esso-REP à Parentis-en-Born grâce à un pipeline de 94 km, prolongé de 4 km vers les Docks des pétroles d'Ambès afin d'alimenter la raffinerie Elf d'Ambès.
Les bacs de pétrole d'une capacité de 6 000 m3 permettent de traiter 1 600 000 tonnes de brut par an, capacité qui pourra être accrue par de nouveaux équipements dont la construction est possible du fait d'importantes réserves foncières.L'unité de première distillation comporte deux étages de traitement, l'un à pression atmosphérique, l'autre sous-vide.
L'effectif, réduit pour une raffinerie de cette capacité, est limité à 230 personnes, dont 36 ingénieurs, grâce à une automatisation très poussée.
Mise en service le 1er mars 1959, elle est inaugurée officiellement le 1er octobre 1959 par Jacques Chaban-Delmas, président de l'Assemblée nationale, maire de Bordeaux, en présence de Jean-Marcel Jeanneney, ministre de l'Industrie et du commerce, Pierre Guillaumat, ministre de la Défense, ancien président d'Elf-Erap et de très nombreuses personnalités nationales et régionales.

## Un exemple pour la sécurité

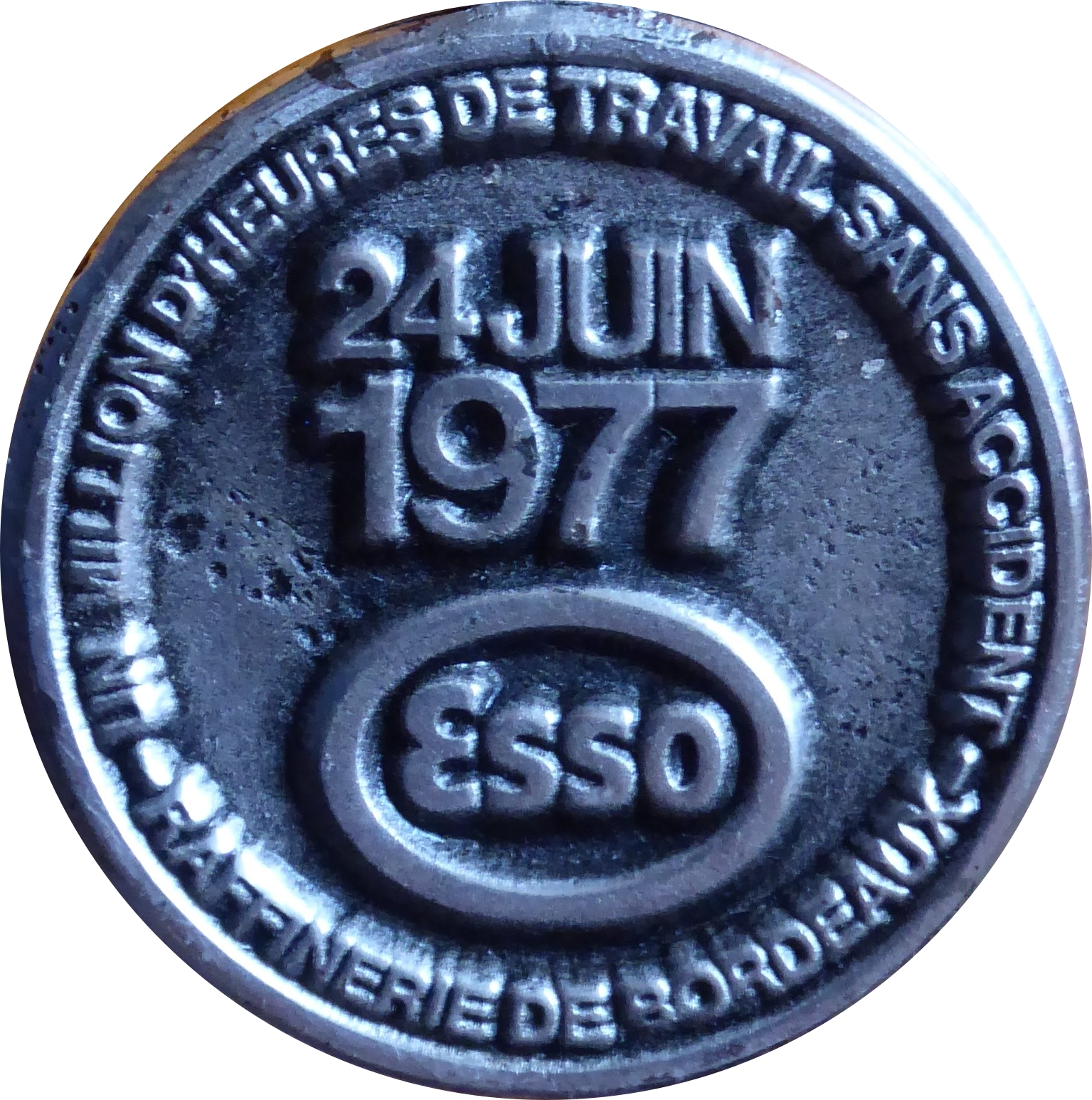
Médaille 1977

En janvier 1973 la raffinerie de Bordeaux établit le record de 1 799 jours sans accident. 1 174 jours plus tard, pour maintenir la vigilance et les efforts de tous, J.-M. Ricard, directeur de l'usine, décide de célébrer le cap symbolique du million d'heures sans accident enregistré le 24 juin 1977. Cet événement est célébré le 27 juin 1977 par Henri Lamaison, PDG d'Esso, qui remet à l'usine une plaque commémorative et à chaque collaborateur une médaille commémorative montée en porte-clé. Il encourage le personnel à « battre sa propre performance de 1973 pour que la raffinerie de Bordeaux soit un exemple pour la société et pour toute la profession » . Cet objectif est atteint deux ans plus tard, lorsqu'est franchi le nouveau palier des 1 800 jours (5 ans) sans accident. Cette performance est saluée par le président Lamaison lorsqu'il revient à Bordeaux le 4 mai 1979 pour faire ses adieux aux collaborateurs de la raffinerie. 

## Cessation d'activité
Malgré la mise en service d'une unité de désulfuration de gazole en 1981 pour traiter des bruts soufrés en complément des bruts pauvres en soufre du bassin aquitain, la raffinerie de Bordeaux ne peut suffisamment diversifier ses process pour faire face au ralentissement de la demande nationale de produits pétroliers et à la perte de contrats de production en sous-traitance pour une compagnie étrangère. Sous-exploitée en 1982 et au début de 1983, elle est arrêtée fin juin.
L'annonce de la fermeture de la raffinerie Esso à Ambès et de ses conséquences sociales amènent le député Pierre Garmendia, élu socialiste de la quatrième circonscription de la Gironde, à interpeller le ministre de l'Industrie, Louis Mexandeau, le 17 juin 1983, en séance publique à l'Assemblée nationale. Le ministre répond que la France est confrontée à une surcapacité de distillation et à une baisse des consommations. Il confirme qu'une concertation est engagée sur le plan social entre la direction d'Esso et les organisations syndicales et que son ministère veillera à ce que l'autorisation de fermeture ne soit accordée que lorsque les préalables seront satisfaits.
La société présente ainsi sa décision : « L'évolution de la demande depuis 1979 nous a conduit à l'arrêt des opérations à la raffinerie de Bordeaux à partir du mois de juillet 1983, tandis que la raffinerie de Fos n'a fonctionné qu'une partie de l'année ». La raffinerie est définitivement fermée en mars 1984, une partie de ses installations étant désormais utilisées comme dépôt de pétrole.